# Ured za upravljanje u hitnim situacijama
Ured za upravljanje u hitnim situacijama je ured grada Zagreba koji planira, organizira, financira i provodi zaštitu i spašavanje, zaštitu od požara i elementarnih nepogoda sukladno obvezama i odgovornostima Gradske skupštine i gradonačelnika u području obrane, civilne zaštite, zaštite od požara i vatrogastva.
Ured je osnovan u travnju 2008. slijedom izmjena i dopuna Zakona o zaštiti i spašavanju (N.N. br. 79/07). Ustrojstveno je podijeljen na Sektor za poslove zaštite i spašavanja, Sektor za poslove zaštite od požara i vatrogastvo i Sektor za komunikacije i potporu operativnim snagama. Pročelnik Ureda je mr. sc. Pavle Kalinić.
Djelatnosti ureda:
- izrađuje procjene, planove i druge planske akte;
- izrađuje opće akte kojima se propisuju mjere, aktivnosti i način njihove provedbe;
- izrađuje pojedinačne akte;
- rukovodi, koordinira i zapovijeda operativnim snagama;
- provodi operativne mjere i aktivnosti;
- brine o tajnosti podataka i informacijskoj sigurnosti te provodi nadzor nad informacijskom sigurnošću;
- obavlja druge poslove koji su mu stavljeni u nadležnost.

## Vanjske poveznice
- Službena stranica ureda